# Журдан, Клод
Клод Журдан (фр. Claude Jourdan; 18 июня 1803, Эрьё — 12 февраля 1873, 1-й округ Лиона) — французский зоолог и палеонтолог.

## Биография
В Лионе он был профессором зоологии и профессором сравнительной анатомии в Лионском университете. С 1832 по 1869 год был директором Музея естественной истории в Лионе.
Как зоолог, проводил исследования живых и вымерших позвоночных, в том числе хоботных (слоны и их предки). В 1840—1848 гг. ему приписывают раскрытия 2000 окаменелостей на различных участках раскопок во Франции.
В 1865 году он стал офицером ордена Почётного легиона. В честь Журдана названы улица в Лионе и вид птиц семейства колибри — Розовый эльф, или Красногорлый эльф (Chaetocercus jourdanii).

## Труды
- Mémoire sur un nouveau genre de Lémurien. 1834.
- Mémoires sur deux mammifères nouveaux de l’Inde, 1837.
- Mémoires sur un rongeur fossile des calcaires d’eau douce du centre de la France, 1837.
- Mémoire sur cinq mammifères nouveaux, 1837.
- Note géologique et paléontologique sur une partie de l’Ardèche.
- Descriptions de restes fossiles de deux grands mammifères des terrains sidérolitiques.
- Description d’ossements de l’Ormenalurus agilis, 1866.